# Lovreć
Lovreć – wieś w Chorwacji, w żupanii splicko-dalmatyńskiej, siedziba gminy Lovreć. W 2011 roku liczyła 585 mieszkańców.